# Анцелович, Израиль Маркович
Израиль Маркович Анцелович (первоначально Анцелиович; 1905—1977) — советский журналист, фотограф, руководитель ленинградского отделения ТАСС.

## Биография
Родился в семье столяра Хаима Нохимовича (Марка Наумовича) Анцелиовича, который с женой Меркой Анцелиович владел столярной и мебельно-обойной мастерской с магазином на Захарьевской улице, № 3. До войны служил в торговом флоте и много путешествовал.
Во время Великой Отечественной войны трудился в блокадном Ленинграде. Пользовался фотоаппаратом «Leica».
Входил в состав первой редакции «Окон ТАСС». В первые дни войны Анцелович вместе с редактором Г. М. Кофманом и художниками В. С. Слыщенко и Н. Н. Игнатьев создал Окна ТАСС.
Как фотограф участвовал в создании фотохроники ТАСС.
6 октября 1941 года И. М. Анцелович был отстранён от руководства ленинградского отделения ТАСС за «непартийное отношение к работе».
После окончания войны работал главным редактором газеты «Связист».
В Центральной государственном архиве кино-фотодокументов представлено более 70 работ фотографа.
Похоронен на Преображенском еврейском кладбище.

## Награды
- Орден Отечественной войны II степени (4 мая 1945 года)[14].
- Медаль «За взятие Кенигсберга» (19 февраля 1946 года)[14]
- Медаль «За победу над Германией в Великой Отечественной войне 1941—1945 гг.»[14]
- Медаль «За оборону Ленинграда»[14]

## Семья
- Брат — Яков Маркович Анцелович (1904—1956), организатор кинопроизводства, директор картин на киностудиях «Ленфильм» и «Мосфильм».
- Брат — Наум Маркович Анцелович (1888—1952), советский государственный, профсоюзный и военно-политический деятель, нарком лесной промышленности СССР.
- Дочь — Виктория Израилевна Беломлинская (1937—2008), писательница; жена художника Михаила Беломлинского. Внучка — писательница Юлия Беломлинская[15].